# دیوارنگاره‌های کوندوئا
نقاشی‌های صخره‌ای کوندوئا ایرانگی مجموعه‌ای از نقاشی‌های باستانی بر روی دیوارهای پناهگاه‌های سنگی در مرکز تانزانیا هستند. منطقه کوندوئا در سال ۲۰۰۶ به دلیل مجموعه ای چشمگیر از دیوار نگاره‌ها، به عنوان میراث جهانی یونسکو اعلام شد. این مکان‌ها در سال ۱۹۳۷ توسط اداره آثار باستانی تانزانیا به عنوان آثار ملی ثبت شدند. این نقاشی‌ها تقریباً در نه کیلومتری شرق بزرگراه اصلی (T5) از دودوما به باباتی، واقع شده‌است. مرزهای سایت با پست‌های بتنی مشخص شده‌اند.
چشم‌انداز این منطقه با تخته سنگ‌های گرانیتی انباشته شده بزرگ مشخص می‌شود که لبه غربی استپ ماسایی را تشکیل می‌دهد و پناهگاه‌های صخره‌ای را به دور از بادهای غالب تشکیل می‌دهد. این پناهگاه‌های صخره‌ای اغلب به دلیل کافت‌ها دارای سطوح مسطحی هستند و این سطوح جایی هستند که نقاشی‌ها در آن یافت می‌شوند و از هوا محافظت می‌شوند.
این نقاشی‌ها هنوز بخشی از یک سنت زنده ایجاد و استفاده از صخره‌نگاری هستند که در آن قوم ماسای در مراسم جشن خود برای شفای بیماری از آن بهره می‌برند. اهمیت و استفاده مداوم از پناهگاه‌های صخره‌ای و هنر آن‌ها نشان می‌دهد که تداوم فرهنگی بین گروه‌های قومی و زبانی مختلف مردمی که در طول زمان در این منطقه سکونت داشته‌اند وجود داشته‌است.
در حدود سال ۱۹۷۰، مردان سانداوی هنوز مشغول کشیدن نقاشی‌های صخره ای بودند. کسی دلایل آن‌ها را برای این کار جویا شد. این فرد دلایل را به چند دسته به خاطر تأثیر جادویی (به تصویر کشیدن حیوانی که نقاش قصد کشتن آن را داشت)، تصادفی و قربانی (بر روی تپه‌های روحی قبیله‌ای خاص و به تصویر کشیدن مراسم باران‌سازی و شفابخشی) طبقه‌بندی کرد.